# 長田麻衣奈
長田 麻衣奈（ながた まいな、1997年1月8日 - ）は、日本の女性歌手。
宮城県仙台市出身。身長163cm。所属事務所はステップワン。
2013年のSUPER GTイメージガールユニット「IA GIRL STARS」のメンバー。

## 略歴
- 6歳の頃からステップワンに入所し歌とダンスのレッスンを始める[1]。
- 2009年、同事務所の高橋彩花[2]と共に「avex kids contest’09」歌部門北日本地区代表に選ばれ、ファイナリストにまで進出するも受賞はならず[3]。2010年、「第4回全日本アニソングランプリ」仙台地区大会に出場するも、ファイナリスト進出は果たせなかった[1]。
- 2012年6月12日、South to North Recordsよりソロ・シングル『VIRGIN ROSE』を“MAINA”名義でリリース。
- 2013年、SUPER GTイメージガール「IA GIRL STARS」の一員となる。宮城県出身者がGTイメージガールに選ばれたのは2006年「4☆TUNE」の菊地亜沙美以来7年ぶり。

## ディスコグラフィ

### シングル
- VIRGIN ROSE（2012年6月12日発売・South to North Records）

1. VIRGIN ROSE（作詞：吉水孝之、作曲・編曲：yu-shi）
2. まだここにいるよ（作詞：吉水孝之、作曲・編曲：yu-shi）
3. VIRGIN ROSE（Instrumental）
4. まだここにいるよ（Instrumental）